# Colin Joyce
Colin Joyce (Pocatello, 6 agosto 1994) è un ciclista su strada statunitense che corre per il team Miami Nights.

## Palmarès

### Strada
- 2016 (Axeon Hagens Berman, una vittoria)

1ª tappa Tour of Alberta (Lethbridge > Lethbridge)
- 2017 (Rally Cycling, due vittorie)

5ª tappa Nature Valley Grand Prix
Classifica generale Nature Valley Grand Prix
- 2018 (Rally Cycling, due vittorie)

Winston-Salem Cycling Classic
2ª tappa Arctic Race of Norway (Tana > Kjøllefjord)
- 2019 (Rally UHC Cycling, una vittoria)

Rutland-Melton International Cicle Classic
- 2021 (Rally Cycling, una vittoria)

4ª tappa Giro di Danimarca (Holbæk > Kalundborg)

#### Altri successi
- 2016 (Axeon Hagens Berman)

Classifica a punti Tour of Alberta
Classifica giovani Tour of Alberta
1ª tappa Olympia's Tour (Hardenberg, cronosquadre)

## Piazzamenti

### Competizioni mondiali
- Campionati del mondo

Richmond 2015 - In linea Under-23: 90º
Doha 2016 - In linea Under-23: 16º